# Matmáta
Matmáta (arabul مطماطة – Maṭmāṭa) berber település Dél-Tunéziában, 450 km-re délre Tunisztól, 43 km-re délre Kábesztől és 60 km-re északnyugatra Médeninétől. Lakói a matmáták, akik nevüket arról a berber törzsről kapták, akik az arab hódítók elől húzódtak a hegyekbe.

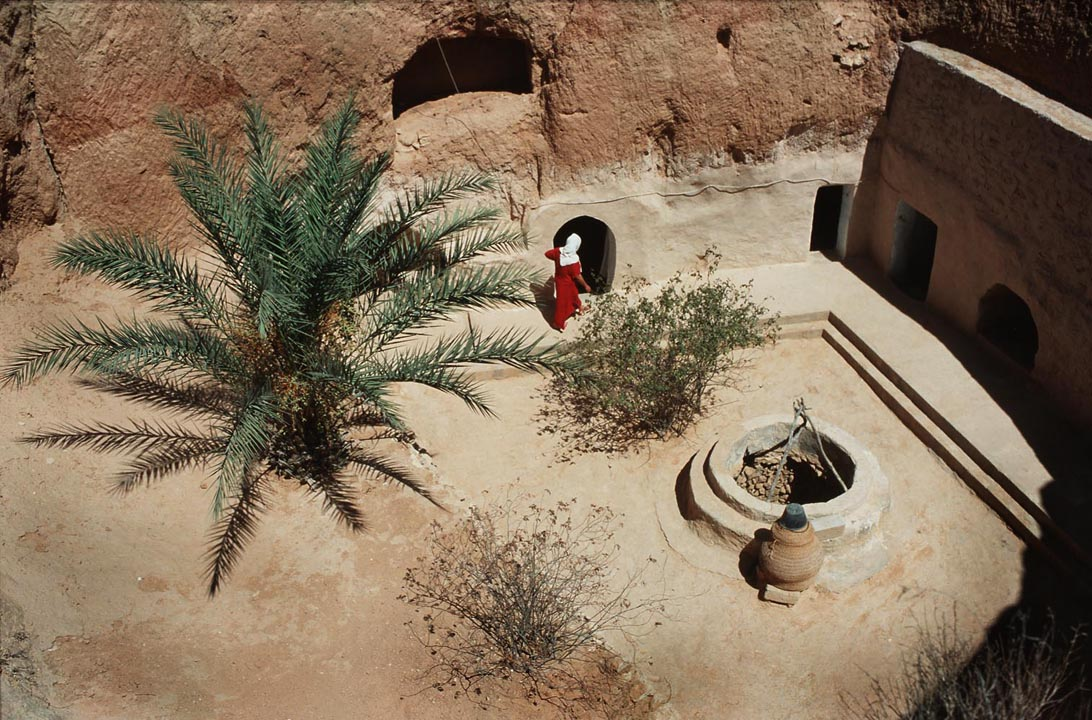
Jellegzetes lakógödör Matmatában

A Matmata 600 méter magasságot elérő hegységében húzódó azonos nevű völgyben elszórtan 700 darab gödör helyezkedik el, melyek általában 9 méter átmérőjűek és ugyanilyen mélyek. A település lakói nagyrészt ezekben jellegzetes, földből kivájt üreges barlanglakásokban laknak, melynek belső hőmérséklete télen-nyáron 20–22 °C. A lakógödrökbe a közelükben nyitott lejtős lejáraton lehet lejutni, így állattartásra is alkalmasak. A környező talaj a ritkán, de előforduló esőzések alkalmával hajlamos az elázásra, ekkor beomlások keletkeznek. A lakógödrökben több „szobát” képeztek ki, melyeket a falba vert kampókra függesztett kötélzeten vagy egyszerű hágcsókon lehet megközelíteni. A berberek olyannyira megszerették ezt az életformát, hogy amikor 1961-ben Habib Burgiba elnök megépíttette a primitív körülmények között élő népnek Matmáta újvárost, azt nagyon sokan nem fogadták el és éltek tovább a hagyományaik szerint. A település nevezetességei a gorfák (régi gabonatárolók) és a föld alatti lakások.
A legutóbbi népszámláláskor a városka lakóinak száma 1800 fő volt. A helyi lakosok nagy része az egyre jelentősebb idegenforgalomból él. Az idegenforgalmi vonzerő fokozása érdekében az 1960-as években több lakógödröt komfortosított 2–10 ágyas szállodai részlegekké alakítottak ki. Az ország több üdülő övezetéből szerveznek túrákat a helyi különlegességek megismertetésére.

Panoráma Matmáta környékéről, 2011. január